# Louis-Pierre Dillais
Louis-Pierre Dillais is een Frans zakenman en was lid van de Franse geheime dienst DGSE.
Nadat hij actief was in de Franse geheime dienst werkte Dillais in dienst van de Franse minister van Defensie François Leotard.
Sinds 2005 is hij actief als directeur voor het Amerikaans filiaal van FN Herstal, eigendom van het Waals Gewest.
In januari 2012 werd hij onder vuur genomen door Greenpeace omdat hij de aanslag op de Rainbow Warrior op 10 juli 1985 leidde waarbij één dode viel. Greenpeace stelt dat samenwerking met een "terrorist" als Amerikaanse en Waalse overheid ondenkbaar is. De aanslag werd publiekelijk door vele landen veroordeeld, waaronder Frankrijk. Enkele leden van de geheime dienst werden veroordeeld door de rechtbank in Nieuw-Zeeland, maar door toedoen van Frankrijk vrijgelaten.
In 2005 bevestigde Dillais voor de Nieuw-Zeelandse zender TVNZ zijn betrokkenheid bij het incident.